# 柳川市
柳川市（日语：／ Yanagawa shi */?）是位於日本福岡縣南部的一個城市；由於市區內有許多運河穿越，又被稱為水都。特產為有明海的海苔為主。此外也是日本童謠作家與詩人北原白秋的家鄉。
轄區全部位於筑紫平原之中，三分之二地區屬於沖積平原，位於西南部的三分之一地區則是利用围垦取得的土地。
柳川市的主要產業為觀光業，其他主要產業包括：稻米、海苔、IC相關產業、木工產業。

## 人口
| 柳川市人口分布圖 |                                               |  |
| 柳川市與日本全國年齡別人口分布比較圖 （2005年資料） | 柳川市的年齡、男女別人口分布圖 （2005年資料） |  |
| ■紫色是柳川市 ■綠色是全国 | ■藍色是男性 ■紅色是女性                       |  |
| 柳川市人口變化 \| 1970年 \| 82,263人 \| \| \| 1975年 \| 80,984人 \| \| \| 1980年 \| 82,185人 \| \| \| 1985年 \| 81,863人 \| \| \| 1990年 \| 80,531人 \| \| \| 1995年 \| 79,806人 \| \| \| 2000年 \| 77,612人 \| \| \| 2005年 \| 74,539人 \| \| \| 2010年 \| 71,375人 \| \| \| 2015年 \| 67,777人 \| \| \| 2020年 \| 64,475人 \| \| |                                               |  |
| 資料來源：日本總務省統計中心提供之人口普查數據 |                                               |  |
| 1970年 | 82,263人                                      |  |
| 1975年 | 80,984人                                      |  |
| 1980年 | 82,185人                                      |  |
| 1985年 | 81,863人                                      |  |
| 1990年 | 80,531人                                      |  |
| 1995年 | 79,806人                                      |  |
| 2000年 | 77,612人                                      |  |
| 2005年 | 74,539人                                      |  |
| 2010年 | 71,375人                                      |  |
| 2015年 | 67,777人                                      |  |
| 2020年 | 64,475人                                      |  |

## 歷史

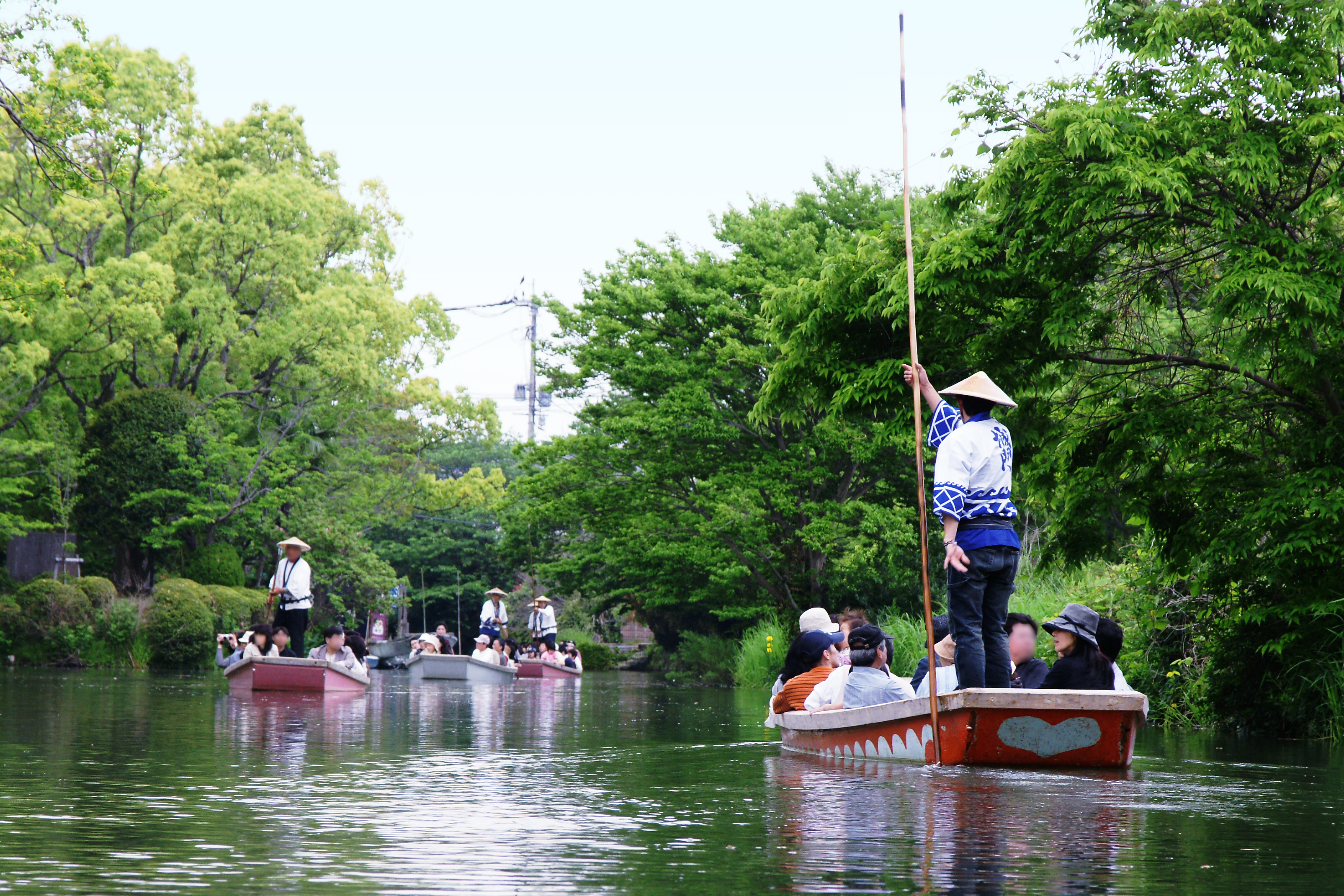
柳川運河一景

推測從兩千年前開始，柳川地區便開始有人居住，當時的柳川地區是位於有明海旁的溼地，居民為了開墾，建築了具有灌溉及排水功能的運河，便逐漸產生大量的運河。
在室町時代是由蒲池氏所管治。到戰國時代是九州三個大勢力島津氏、大友氏及龍造寺氏所爭奪的地方。織豐政權下，由立花宗茂管治；關原之戰後，成為筑後國柳河藩，但由於宗茂支持西軍，使領地被德川家康所沒收，改由田中吉政治理並積極開發柳川地區。不過田中家族傳了兩代之後，便因無子繼承而再度改由立花宗茂治理。
在田中吉政及立花宗茂治理的時期，也致力於此地區治水及干拓事業的開發，逐漸形成今日的運河網路。
明治時代的廢藩置縣後，先是成為三瀦縣（後被併入福岡縣）的一部份，屬於三瀦郡。1951年設立柳川町，1952年成為了柳川市。2005年與三橋町及大和町合併，成為了新的柳川市。

### 年表
- 1889年4月1日：實施町村制，現在的轄區在當時分屬：[2]
  - 山門郡：柳河町、東宮永村、西宮永村、城內村、沖端村、兩開村、川北村、川邊村、宮之內村、垂見村、鹽塚村、鷹尾村、有明村。
  - 三瀦郡：濱武村、久間田村、蒲池村。
- 1907年3月20日：
  - 川北村、川邊村、宮之內村、垂見村合併為三橋村。
  - 鹽塚村、鷹尾村、有明村合併為大和村。
- 1937年1月1日：濱武村、久間田村合併為昭代村。
- 1951年4月1日：柳河町、東宮永村、西宮永村、城內村、沖端村、兩開村合併為新設置的柳川町。
- 1952年4月1日：柳川町改制為柳川市。
- 1952年6月1日：三橋村改制為三橋町。
- 1952年9月1日：大和村改制為大和町（日语：大和町 (福岡県)）。
- 1955年1月1日：昭代村和蒲池村被併入柳川市。
- 2005年3月21日：柳川市、三橋町、大和町合併為新設置的柳川市。

### 變遷表
| 1889年以前 | 1889年4月1日 | 1889年 - 1944年      | 1945年 - 1954年     | 1945年 - 1954年     | 1955年 - 1988年     | 1989年 - 現在        | 現在                 |
| ---------- | ------------ | -------------------- | ------------------- | ------------------- | ------------------- | -------------------- | -------------------- |
|            | 柳河町       | 柳河町               | 1951年4月1日 柳川町 | 1952年4月1日 柳川市 | 1952年4月1日 柳川市 | 2005年3月21日 柳川市 | 2005年3月21日 柳川市 |
|            | 西宮永村     |                      | 1951年4月1日 柳川町 | 1952年4月1日 柳川市 | 1952年4月1日 柳川市 | 2005年3月21日 柳川市 | 2005年3月21日 柳川市 |
|            | 東宮永村     |                      | 1951年4月1日 柳川町 | 1952年4月1日 柳川市 | 1952年4月1日 柳川市 | 2005年3月21日 柳川市 | 2005年3月21日 柳川市 |
|            | 城内村       |                      | 1951年4月1日 柳川町 | 1952年4月1日 柳川市 | 1952年4月1日 柳川市 | 2005年3月21日 柳川市 | 2005年3月21日 柳川市 |
|            | 沖端村       |                      | 1951年4月1日 柳川町 | 1952年4月1日 柳川市 | 1952年4月1日 柳川市 | 2005年3月21日 柳川市 | 2005年3月21日 柳川市 |
|            | 兩開村       |                      | 1951年4月1日 柳川町 | 1952年4月1日 柳川市 | 1952年4月1日 柳川市 | 2005年3月21日 柳川市 | 2005年3月21日 柳川市 |
|            | 川北村       | 1907年3月20日 三橋村 | 1952年6月1日 三橋町 | 1952年6月1日 三橋町 | 1952年6月1日 三橋町 | 2005年3月21日 柳川市 | 2005年3月21日 柳川市 |
|            | 川邊村       | 1907年3月20日 三橋村 | 1952年6月1日 三橋町 | 1952年6月1日 三橋町 | 1952年6月1日 三橋町 | 2005年3月21日 柳川市 | 2005年3月21日 柳川市 |
|            | 垂見村       | 1907年3月20日 三橋村 | 1952年6月1日 三橋町 | 1952年6月1日 三橋町 | 1952年6月1日 三橋町 | 2005年3月21日 柳川市 | 2005年3月21日 柳川市 |
|            | 宮之內村     | 1907年3月20日 三橋村 | 1952年6月1日 三橋町 | 1952年6月1日 三橋町 | 1952年6月1日 三橋町 | 2005年3月21日 柳川市 | 2005年3月21日 柳川市 |
|            | 鷹尾村       | 1907年3月20日 大和村 | 1952年9月1日 大和町 | 1952年9月1日 大和町 | 1952年9月1日 大和町 | 2005年3月21日 柳川市 | 2005年3月21日 柳川市 |
|            | 鹽塚村       | 1907年3月20日 大和村 | 1952年9月1日 大和町 | 1952年9月1日 大和町 | 1952年9月1日 大和町 | 2005年3月21日 柳川市 | 2005年3月21日 柳川市 |
|            | 有明村       | 1907年3月20日 大和村 | 1952年9月1日 大和町 | 1952年9月1日 大和町 | 1952年9月1日 大和町 | 2005年3月21日 柳川市 | 2005年3月21日 柳川市 |

## 交通

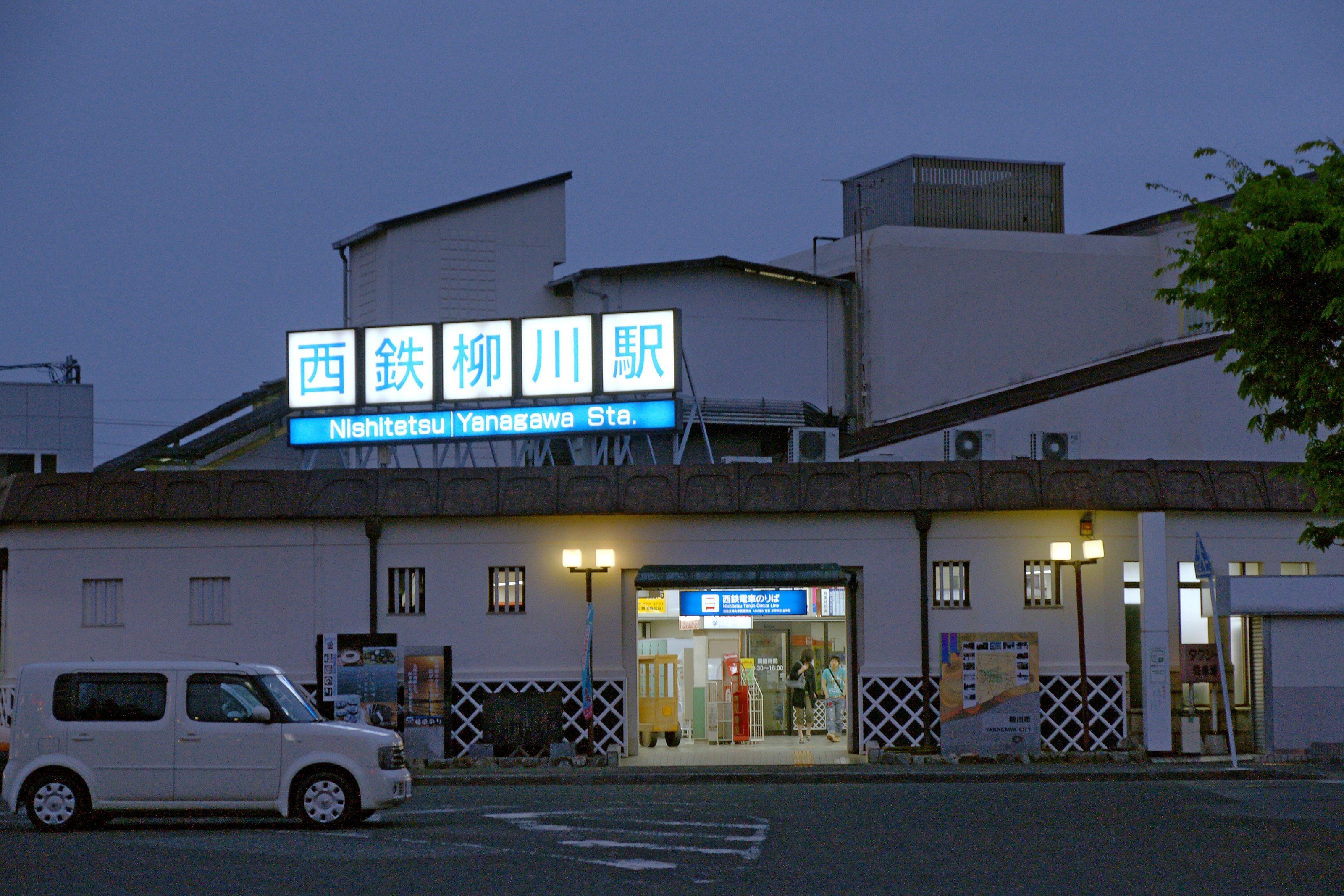
西鐵柳川車站

### 鐵道
- 西日本鐵道
  - 天神大牟田線：蒲池車站 - 矢加部車站 - 西鐵柳川車站 - 德益車站 - 鹽塚車站 -（中島信號場） - 西鐵中島車站

過去曾有柳河軌道及國鐵佐賀線通過，但皆已停駛。

## 觀光資源

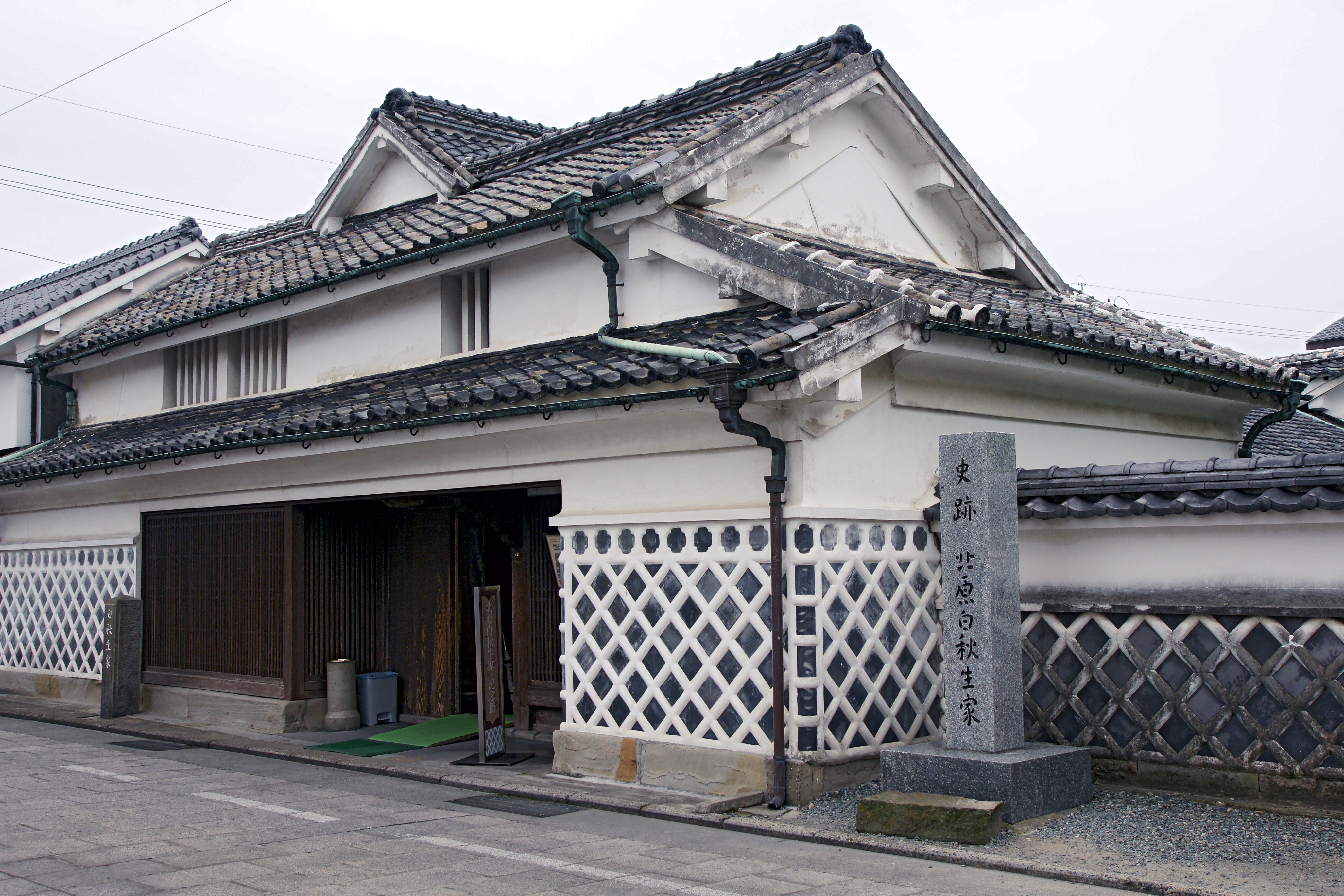
北原白秋紀念館

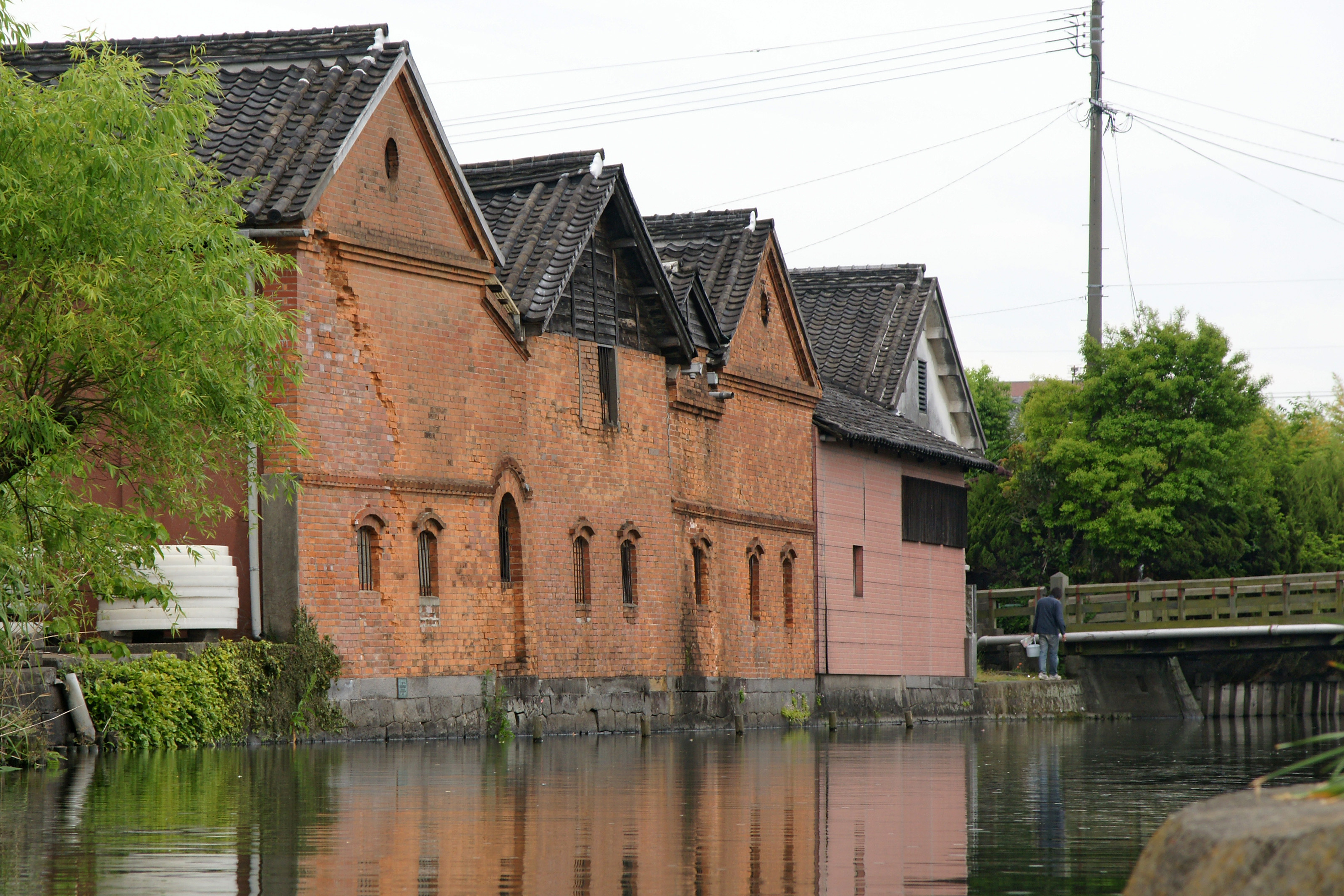
並倉

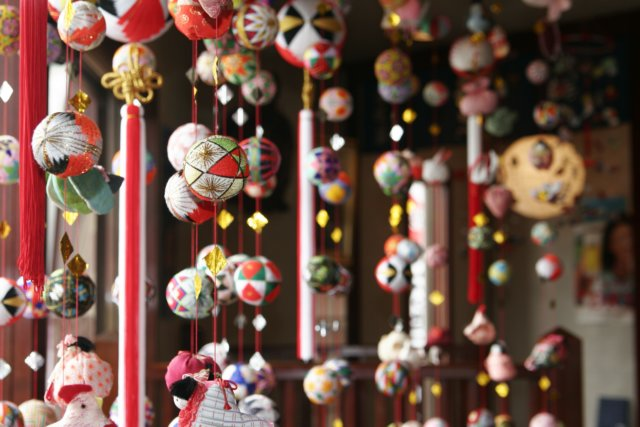
柳川雛祭吊飾

名勝
- 柳川運河畔步道
- 立花式庭園(御花・松濤園) - 國指定名勝
- 柳川城遺址
- 北原白秋家、北原白秋紀念館
- 詩人之歌碑、詩碑、句碑
- 三柱神社
- 並倉

祭典
- 柳川雛祭：每年2月下旬～4月3日

## 教育
高等學校
- 福岡縣立傳習館高等學校（日语：福岡県立伝習館高等学校）
- 柳川高等學校（日语：柳川高等学校）
- 杉森高等學校（日语：杉森高等学校）

## 姊妹、友好都市

### 日本
- 竹田市（大分縣）：於1982年4月3日締結為姊妹都市。[3]
- 延岡市（宮崎縣）：於1984年11月6日締結為友好都市。[3]

## 本地出身之名人
- 北原白秋：詩人
- 檀一雄：作家
- 妻夫木聰：演員
- 藤村作：學者
- 雲龍久吉：相撲力士,橫綱
- 琴獎菊和弘：相撲力士，前大關
- 德永英明：歌手

## 外部連結
- （日語） 柳川市觀光情報 （页面存档备份，存于）